# Meadowood Mall
Le Meadowood Mall est un centre commercial situé à Reno dans le Nevada.

## Magasins
- Grands magasins
  - JCPenney
  - Macy's Men's and Home
  - Macy's Women's and Children's
  - Sears
  - Sports Authority (anciennement Copeland Sports)